# Brianna Lea Pruett
Brianna Lea Pruett (ur. 18 stycznia 1983 w Sacramento, zm. 2 września 2015) – amerykańska piosenkarka i malarka.
Pochodziła z Sacramento w stanie Kalifornia. Miała w dorobku 5 płyt. Udzielała się również jako poetka, malarka oraz autorka krótkich filmów.  Przez większość dorosłego życia zmagała się z depresją. Zmarła 2 września 2015 roku. Prawdopodobną przyczyną śmierci Pruett było samobójstwo.

## Dyskografia
- Dreamland (niepublikowany)
- Natural Fact (2003 wydanie własnym nakładem, 2009 reedycja nakładem wyd. Tiger Friends Collective)
- Winter Apple (2004 wydanie własnym nakładem, 2009 reedycja nakładem wyd. Tiger Friends Collective)
- The Stars, The Moon, The Owl, The Cougar, and You (2011 Tiger Friends Collective)
- Keeping You In Mind (2012; Tiger Friends Collective)
- Gypsy Bells (2013; Canyon Records)